# Sundair
Sundair (nombre comercial, SundAir ) es una aerolínea alemana de vuelos regulares y chárter con sede en Stralsund y base en el aeropuerto de Berlín-Brandenburgo.

## Historia
Marcos Rosselló, director de la compañía de informática  Air 41 de Berlín (Alemania), funda Sundair en la primavera de 2016 en Stralsund.
En septiembre de 2016, el operador turístico Schauinsland-Reisen adquirió el 50 % de las acciones de Sundair. Originariamente, querían alquilar tres Airbus A319-100 y estacionarlos en los aeropuertos de Berlín Tegel, Fráncfort del Meno y Kassel-Calden.
El inicio de las operaciones de vuelo en Fráncfort del Meno, que se había programado para abril de 2017, se pospuso a julio del mismo año. El retraso se debió a la adquisición de varios Airbus A320-200, más grandes que los originarios A319-100 y que debían sustituirlos para evitar potenciales cuellos de botella.  
Dado que los nuevos A320-200, cuyo mantenimiento técnico se realiza en Abu Dabi, debían estar listos para poder usarse a finales finales de julio, se fletaron asientos en otras aerolíneas para, pese a todo, poder iniciar las operaciones desde Berlín-Tegel y Kassel-Calden. A principios de julio de 2017, Marcos Rosselló anunció que los aviones comenzarían a operar con Sundair a finales de mes. Hasta entonces, debían obtener la licencia de operador, solicitada en la Oficina Federal de Aeronáutica Civil alemana (AOC), cosa que no sucedió hasta más tarde, motivo por el cual la primera operación de vuelo con una nave propia no pudo ejecutarse hasta el 27 de septiembre de 2017.
En febrero de 2018 se planeaba una expansión de la flota con dos aviones Airbus A319-100 que se canceló en abril del mismo año. La compañía anunció que continuaría operando con aviones A320-200.   
En junio de 2018, se compraron dos Airbus A320-200 que habían pertenecido a Air Berlin para duplicar la flota a cuatro aviones.   En septiembre de 2018, se anunció que estas dos máquinas se operarían desde noviembre de 2018 y marzo de 2019 a marzo de 2020 respectivamente para Germania, hasta que fuera entregado su A320neo. Germania se declaró en bancarrota en febrero de 2019, por lo que Sundair no operará las máquinas para la compañía.
En enero de 2019, se anunció la adquisición de dos Airbus A319-100 pertenecientes a la aerolínea chilena Sky Airline. Las dos naves se alquilarán por un período de cuatro años a BBAM, una compañía de arrendamiento de aviones con sede en San Francisco.  Una de las máquinas debía estacionarse en el verano de 2019 en "wet-lease" para TUIfly en Karlsruhe .
Debido a los retrasos en el fletado de los dos Airbus A319-100, la compañía utiliza en "wet lease" desde junio de 2019 una nave de la rumana Just Us Air desde Kassel-Calden. Finalmente, el 18 de agosto de 2019 pudo entrar en funcionamiento el primer Airbus A319-100 propio y poco después estacionarse en Karlsruhe / Baden-Baden para Tuifly.

## Destinos
Sundair realiza vuelos chárter desde los aeropuertos alemanes de Berlín-Brandenburgo, Dresde y Kassel-Calden al Mediterráneo, así como a Bulgaria y África del Norte. También ofrece vuelos desde Bremen.  

## Flota

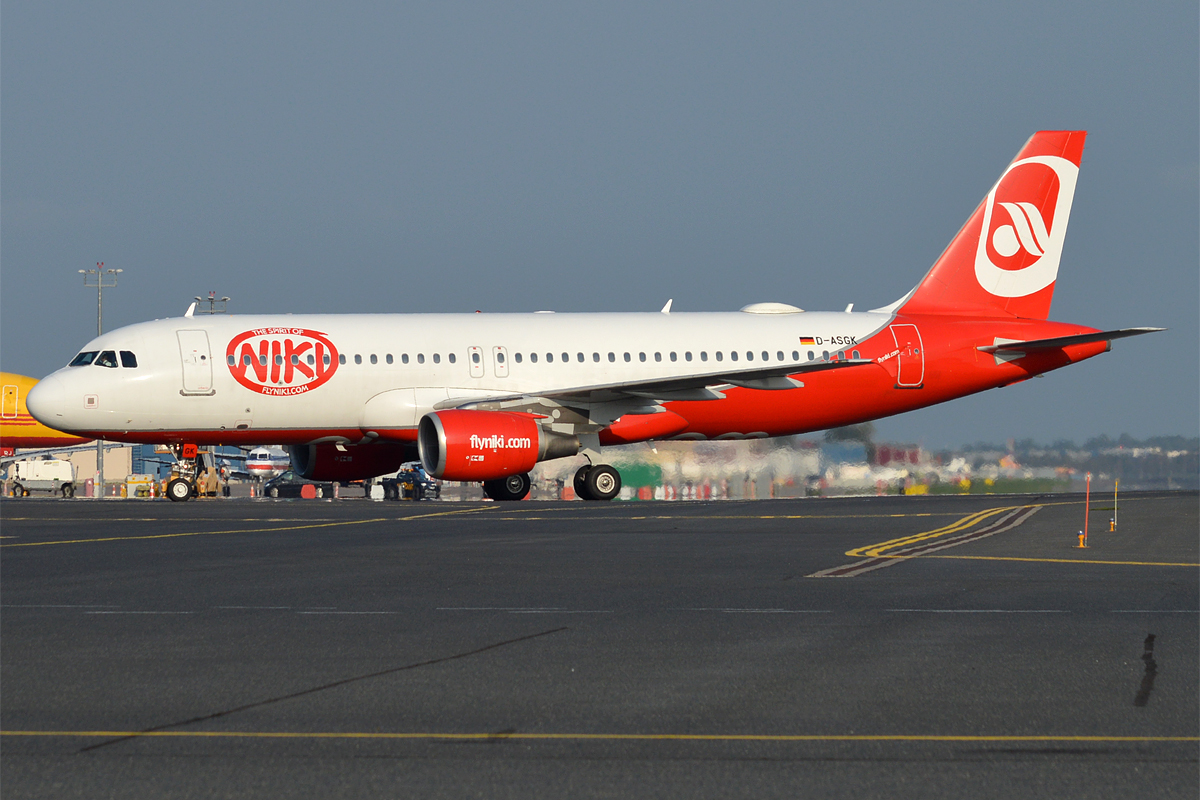
Airbus A320-200 de FlyNiki / airberlin antes de ser movido a Sundair.

En agosto de 2023, la flota de Sundair constaba de los siguientes aviones con una edad media de 15,1 años:
| Tipo de aeronave | Número | Compra | Matrícula aeronáutica | Comentarios                                                                          | Número de asientos |
| ---------------- | ------ | ------ | --------------------- | ------------------------------------------------------------------------------------ | ------------------ |
| [Airbus A319-11x | 4      | -      | 9A-BWK                |                                                                                      |                    |
| [Airbus A319-11x | 4      | -      | 9A-BER                |                                                                                      |                    |
| [Airbus A319-11x | 4      | -      | 9A-ZAG                |                                                                                      |                    |
| [Airbus A319-11x | 4      | -      | 9A-MUC                |                                                                                      |                    |
| Airbus A320-214  | 3      | -      | D-ASGK                | Último avión en el mundo llevando los colores de la aerolínea en quiebra: airberlin. |                    |
| Airbus A320-214  | 3      | -      | D-ASMR                |                                                                                      |                    |
| Airbus A320-214  | 3      | -      | D-ANNA                |                                                                                      |                    |
| total            | 7      | -      |                       |                                                                                      |                    |

## Enlaces web
- Sitio web de SundAir